# Энянь дэлэ-хан
Уге-хан (кит. упр. 乌介可汗, пиньинь wujiekehan, палл. Узце-кэхань) — каган Уйгурского каганата с 846 года по 848 год. Последний каган.

## Правление
В Китае уйгур считали уничтоженными. В Ючжоу по велению императора мастер Дэюй вырезал памятную стелу, повествующую о победе над уйгурами. Сычжун был вызван к императору и вернулся в Гуйицзюнь. Ему пожаловали чин шанцзацзюня левой привратной гвардии (гвардейский генерал) и дом, воинов его разбросали по пограничным войскам. Уйгуры не желая такой судьбы, перекочевали на реку Хутохэ (滹沱河) и желали бежать. Лю Мань 3 000 из них казнил. Оставшимся уйгурам «вручили шляпы и пояса», то есть они были назначены на официальные посты.
Манихеи бежавшие из каганата были вынуждены отдать книги и идолы, всё это сожгли у дорог, имущество их конфисковали.
Шошелан, старейшина татабов (奚 — Си) кормил Энянь-хана и 5000 его уйгур. В 847 Чжун У (仲武) напал на татабов и разбил их. 500 уйгуров удалось убежать к шивэй-татарам (室韋). Каган знал, что Чжун У нападёт на татар и, взяв супругу Гэлу, сына Тэлэй Дусы (特勒毒斯) и 9 воинов, и в ночи бежал на запад. Неизвестно, что стало с ним.
Несмотря на то, что некоторые князья претендовали на титул уйгурского кагана, историки считают Энянь дэлэ-хана последним уйгурским каганом.